# 양극 산화
양극 산화(陽極酸化, 영어: anodic oxidation) 또는 전기산화(電氣酸化, 영어: electro-oxidation)는 폐수 처리, 주로 산업 폐수 처리에 사용되는 기술이며, 고도산화공정의 한 종류이다. 가장 일반적인 레이아웃은 전원에 연결된 양극과 음극으로 작동하는 두 개의 전극으로 구성되어 있다. 시스템에 에너지의 투입과 충분한 지지 전해질이 제공될 때, 강력한 산화종이 생성되어 오염물질들과 상호작용하여 오염물질들을 분해시킨다. 따라서 내화물은 반응 중간생성물들로 전환되고, 완전한 무기화작용에 의해 궁극적으로 물과 이산화 탄소로 전환된다.

## 같이 보기
- 폐수 처리
- 고도산화공정